# العلاقات المالديفية القرغيزستانية
العلاقات المالديفية القيرغيزستانية هي العلاقات الثنائية التي تجمع بين المالديف وقيرغيزستان.

## مقارنة بين البلدين
هذه مقارنة عامة ومرجعية للدولتين:
| وجه المقارنة                                              | المالديف       | قيرغيزستان                      |
| --------------------------------------------------------- | -------------- | ------------------------------- |
| المساحة (كم2)                                             | 298            | 199.95 ألف                      |
| عدد السكان (نسمة)                                         | 436.33 ألف     | 6.20 مليون                      |
| الكثافة السكانية (ن./كم²)                                 | 146.42 ألف     | 31.01                           |
| العاصمة                                                   | ماليه          | بيشكك                           |
| اللغة الرسمية                                             | اللغة الديفهي  | اللغة الروسية، اللغة القيرغيزية |
| العملة                                                    | روفيه مالديفية | سوم قيرغيزستاني                 |
| الناتج المحلي الإجمالي (بليون دولار)                      | 4.60 مليار     | 7.56 مليار                      |
| الناتج المحلي الإجمالي (تعادل القوة الشرائية) بليون دولار | 5.23 مليار     | 20.45 مليار                     |
| الناتج المحلي الإجمالي الاسمي للفرد دولار أمريكي          | 8.39 ألف       | 1.10 ألف                        |
| الناتج المحلي الإجمالي للفرد دولار أمريكي                 | 12.53 ألف      |                                 |
| مؤشر التنمية البشرية                                      | 0.706          | 0.655                           |
| رمز المكالمات الدولي                                      | +960           | +996                            |
| رمز الإنترنت                                              | .mv            | .kg                             |
| المنطقة الزمنية                                           | ت ع م+05:00    | ت ع م+06:00                     |

## منظمات دولية مشتركة
يشترك البلدان في عضوية مجموعة من المنظمات الدولية، منها:
| علم المنظمة | اسم المنظمة                        | تاريخ انضمام المالديف | تاريخ انضمام قيرغيزستان |
| ----------- | ---------------------------------- | --------------------- | ----------------------- |
|             | وكالة ضمان الاستثمار متعدد الأطراف | 19 مايو 2005          | 21 سبتمبر 1993          |
|             | منظمة التعاون الإسلامي             | ?                     | ?                       |
|             | منظمة الشرطة الجنائية الدولية      | ?                     | ?                       |
|             | منظمة حظر الأسلحة الكيميائية       | ?                     | ?                       |
|             | منظمة التجارة العالمية             | ?                     | ?                       |
|             | الأمم المتحدة                      | 21 سبتمبر 1965        | 2 مارس 1992             |
|             | مؤسسة التمويل الدولية              | 2 فبراير 1983         | 11 فبراير 1993          |
|             | يونسكو                             | 18 يوليو 1980         | 2 يونيو 1992            |
|             | مؤسسة التنمية الدولية              | 13 يناير 1978         | 24 سبتمبر 1992          |
|             | بنك التنمية الآسيوي                | 1978                  | 1994                    |
|             | البنك الدولي للإنشاء والتعمير      | 13 يناير 1978         | 18 سبتمبر 1992          |
|             | الاتحاد البريدي العالمي            | ?                     | ?                       |
|             | الاتحاد الدولي للاتصالات           | 28 فبراير 1967        | 20 يناير 1994           |

## وصلات خارجية
- موقع وزارة الخارجية المالديفية
- موقع وزارة الخارجية القيرغيزستانية